# 聖靈降臨期
聖靈降臨期（又稱常年期後段、三一節期）是教會年曆中最後和最長的一個節期，開始在復活節後第50天。聖靈降臨期共有四個節日，日期隨復活節而改變。聖靈降臨期的節慶，主要為羅馬天主教、聖公宗和信義宗所緊守。正式的聖靈降臨期要到十四世紀才成形。整個聖靈降臨節期一般採用的顏色是綠色，但間中也會採用其他顏色，如這節期的第一個主日（三一主日）則採用白色。

## 节期來源
傳統視聖靈降臨節的日期在復活節後第50天，即《聖經·使徒行傳》第二章所載聖靈降臨早期基督徒之事件日期。有鑑於此，這被認為是早期基督教會成立之日子。但關於聖靈降臨節的慶祝，最早記載是在四世紀末，由西班牙修女以塞利亚所写的《朝圣记》所記。

## 聖日/主日
- 三一主日/（聖靈降臨期第一主日）
- 聖靈降臨期第二主日/聖靈降臨後第二主日/三一後第一主日
- 聖靈降臨期第三主日/聖靈降臨後第三主日/三一後第二主日

- 基督聖體聖血節（三一主日後星期四，有些教區移到主日慶祝）(天主教聖日)
- 耶穌聖心瞻禮（基督聖體聖血節後八日星期五）(天主教聖日)
- 諸聖日
- 基督普世君王節/基督君王主日（常年期/聖靈降臨期最后主日）(天主教聖日/聖公宗主日)